# EasyTAG
EasyTAG — редактор ID3-тегов аудиофайлов с графическим интерфейсом и открытым исходным кодом, распространяющийся под лицензией GNU GPL. Написан на языке программирования C с использованием библиотек графического интерфейса GTK+ и библиотеки id3lib для работы с метаданными. Автор программы — Джером Кудерк.
EasyTAG предназначен для работы в Windows, Linux и других UNIX-подобных операционных системах.

## История
Начиная с версии 2.1.1 EasyTAG использует библиотеку манипуляции тегов, предоставляемую проектом MAD (MPEG Audio Decoder), для поддержки ID3 версии 2.4 в программе.

## Возможности
- Просмотр, редактирование и запись MP3, MP2, MP4/AAC, FLAC, Ogg Vorbis, Musepack, Monkey’s Audio и WavPack тегов.
- Отмена и повтор операций.
- Создание и составление плей-листов.
- Редактирование полей (название, артист, альбом, диск альбома, год, номер дорожки, жанр, комментарий, композитор, оригинальный художник/исполнитель, авторское право и многое другое).
- Переименование файлов и каталогов из тега или путём загрузки текстового файла.
- Просмотр подкаталогов.
- Информация заголовка файла (битрейт, время и прочее).
- Открытие каталога или файла с помощью внешней программы.
- Удобное дерево выбора для просмотра файлов.
- Удобный и гибкий поиск.
- Поддержка CDDB, использование серверов, поиск по базе данных Freedb.org или Gnudb.org.
- Рекурсия по подкаталогам.